# Аверін Віктор Григорович
Ві́ктор Григо́рович Аве́рін (18 жовтня 1885, Чепіль Харківської губернії (нині Ізюмського району Харківської області) — 27 грудня 1955, Харків) — український радянський зоолог, фахівець у галузі ентомології та захисту рослин. Доктор сільськогосподарських наук (1930), професор (1930). Один із засновників наукової системи захисту рослин в Україні. Брат художника Всеволода Аверіна.

## Біографія
Дід Аверіна працював штейгером (керуючий робітниками на гірничому підприємстві) Лисичанського гірного району. Батько Григорій Петрович був землеміром із середньою освітою, після 30 років служби вийшов у відставку в чині губернського секретаря та одружився на вдові дрібного поміщика. Мати Аверіна рано померла.
В родині Аверіних усі цікавилися дослідженнями природи, майбутній вчений ще з юнацьких років займався збиранням та дослідженням птахів і комах (переважно жуків).
У 1905 році Аверін закінчив харківську гімназію № 2 у Харкові. В цьому ж році його батько збанкрутував. Родина — батько та два молодших брата — залишилися на утриманні Аверіна, який почав заробляти гроші приватними уроками і лекціями. 2 листопада 1908 року батько помер..
Після закінчення гімназії вступив на природниче відділення фізико-математичного факультету Харківського університету. У студентські роки був членом-співробітником (з 1910 р.) та дійсним членом (з 1912 р.) Харківського товариства дослідників природи і зробив низку доповідей на тему орнітології та охорони природи. У квітні-жовтні 1911 р. працював практикантом ентомологічного бюро Харківської губернської земської управи. Під час навчання в університеті опублікував 9 наукових праць в галузях ентомології та орнітології. Серед них — робота «К орнитологии Харьковской губернии», в якій наведено матеріали про 180 видів птахів. Праця стала однією з найбільш ґрунтовних у дослідженні птахів Харківщини та отримала низку позитивних відгуків. Закінчив університет у 1912 році, отримавши диплом 1-го ступеня. Згодом здобув науковий ступінь кандидата природничих наук, написавши роботу «Про будову нижньої гортані воронових (Corvidae)» під керівництвом О. М. Нікольського.
Від 1912 року — помічник губернського ентомолога.
З 1 лютого 1913 р. до листопада 1919 р. — завідувач ентомологічного бюро Харківського земства — першого в Україні. На цій посаді, зокрема, створив і редагував перший в Україні періодичний журнал про шкідників сільського господарства — «Бюллетень о вредителях сельского хозяйства и меры борьбы с ними» (виходив у 1913—1916 рр., загалом було випущено 22 номери). Наприкінці 1910-х —початку 1920-х рр. він приділив значну увагу дослідженню Лиманських озер у Харківській області.
У 1917 р. організував «Харківське губернське товариство аматорів псового та збройного мисливства», яке згодом було перейменовано на Всеукраїнську спілку мисливців і рибалок (ВУСМР). У 1923 р. створив журнал «Охота и рыболовство» і став його редактором (у подальші рокі журнал змінював назву та редакторів тричі: «Украинский охотничий вестник», «Украинский охотник и рыболов», «Український мисливець та рибалка». Брав участь у редагуванні збірки «Природа и охота на Украине» та газети «Радянський мисливець та рибалка».
У 1915 році за сумісництвом розпочав викладацьку діяльність у Харківському сільськогосподарському інституті. У 1920—1922 роках викладав курс мисливствознавства, з 1927 року — біологію лісових звірів і птахів. З 1 жовтня 1915 р. — позаштатний асистент кафедри прикладної зоології ХСГІ, з 28 березня 1916 р. — молодший асистент, у 1918—1927 рр. — старший асистентом, у 1927—1930 рр. — викладачем).
У 1919—1925 роках очолював губернську станцію захисту рослин.
З 1925 року — завідувач відділу захисту рослин Народного комісаріату землеробства Української РСР (Наркомзему УРСР).
У 1925 році під керівництвом Аверіна у районі селища Савинці Балаклійського району Харківської області вперше в Україні було застосовано авіаційний хімічний обробіток угідь для боротьби з італійською сараною.
У 1926—1928 роках редагував збірник «Захист рослин».
У 1929 р. створив за власною ініціативою першу науково-дослідну лабораторію мисливського господарства (з січня 1930 — Центральна Державна науково-дослідна мисливська лабораторія Народного комісаріату закордонних справ УСРР, з 1931 — Українська мисливсько-промислова зональна біостанція, з 26 лютого 1933 — Українська зональна науково-дослідна мисливсько-промислова біостанція, в цьому ж році була закрита). Лабораторія займалася гістологічним та морфологічним вивченням хутра різних видів мисливських тварин, дослідженням живлення тварин та їх підгодівля; фауністичними дослідженнями, вивченням хвороб. Вона проводила експедиції з метою вивчення мисливських видів тварин і птахів; створювала виставки, видавала публікації.
У 1931—1932 роках разом з Олексієм Мігуліним активно брав участь у створенні першого в Україні факультету захисту рослин Харківського сільськогосподарського інституту. З 29 червня 1930 р. і до смерті — завідувач кафедри зоології та ентомології цього вишу.
У середині 1930-х років Віктор Аверін фігурував у справі НКВС як можливий учасник контрреволюційної діяльності у зв'язку зі справою проти В. В. Станчинського та Б. К. Фортунатова. За свідченнями доньки Ірини Аверіної, вчений очікував арешту, оскільки в органів держбезпеки вже існувало досьє з матеріалами проти нього. У цей період були репресовані його колеги, а також його брат — художник-анімаліст Всеволод Аверін.
Після арештів колег він фактично припинив наукову діяльність: якщо в 1920-х роках він опублікував 219 праць, то в 1930-х — лише 28. Він зосередився на педагогічній роботі з дітьми та молоддю. Сприяв створенню Палацу дитячої та юнацької творчості в Харкові, де з 1934 по 1941 рік очолював зоологічний відділ. Там він організував роботу з юними натуралістами, залучив до співпраці зоологів, започаткував традицію «Дня птахів» і підготував нове покоління майбутніх біологів.
Паралельно продовжував викладати в Харківському сільськогосподарському інституті. 5 липня 1937 р. без захисту дисертації, за сукупністю наукових праць, йому присуджено ступінь доктора сільськогосподарських наук. 17 грудня 1939 р. отримав звання професора. Паралельно викладав у низці інших установ: Харківському інституті народної освіти ім. О. Потебні, Комуністичному університеті ім. Артема, Харківському лісовому інституті та на курсах садоводів харківського місцькомгоспу.
У 1938 р. Аверіна було звільнено з посади завідувача кафедри та призначено виконувачем обов'язків завідувача, проте у 1940 р. — поновлено як завідувача кафедри. 9 січня 1941 р. обраний членом обкому Союзу вищої школи та наукових установ. У травні того ж року виступив із доповіддю «Историко-географической обзор видов родов Carabus и Ci- cindela фауны УССР» на фауністичній конференції в Києві, проте її текст, ймовірно, не зберігся.
З початком німецько-радянської війни у 1941 році ХСГІ було евакуйовано до міста Каттакурган (Узбекистан), де інститут продовжував роботу в період з 19 вересня 1941 р. до 10 серпня 1944 р. Упродовж цього часу Аверін досліджував шкідників нових для регіону культур, зокрема цукрового буряку, брав участь в авіаекспедиції з боротьби з хлібною черепашкою в передгір'ях Зеравшанського хребта, а також очолював Державну надзвичайну комісію при РНК УзРСР із боротьби з червецем Комстока. Аверін виконував також консультативну роботу для органів влади Узбекистану з питань захисту рослин.
Після повернення до Харкова у 1944 році долучився до відновлення інституту, приміщення якого були частково зруйновані внаслідок війни. Він зарекомендував себе як один із провідних викладачів і улюбленець студентів. За активну участь у відновленні інституту та багаторічну наукову й педагогічну діяльність був відзначений державними нагородами — медаллю «За доблесну працю у Великій Вітчизняній війні 1941—1945 рр.» (1945) та орденом Трудового Червоного Прапора (1946). У 1946—1951 роках отримав кілька подяк за сумлінну працю, наукові здобутки та участь у громадському житті інституту.
Водночас зазнавав утисків з боку адміністрації ХСГІ, зокрема отримав дві догани у 1947 та 1949 роках за нібито порушення в роботі кафедри зоології та ентомології. Наукова активність ученого знизилася після 1947 року, що частково пов'язано з наслідками серпневої сесії ВАСГНІЛ та загостренням репресій у науковому середовищі. Його виключили зі складу вченої ради Інституту генетики і селекції АН УРСР.
Незважаючи на високий науковий авторитет, під підозрою радянських органів через зв'язки з репресованими колегами та підозри у причетності до так званої «асканійської контрреволюційної організації». Він ніколи не був членом КПРС, що також вплинуло на його кар'єру. В умовах сталінських репресій відмовлявся від власних публікацій з природоохоронної тематики, але не вдавався до доносів чи звинувачень проти колег.
Незважаючи на труднощі, продовжував брати участь у наукових конференціях. Зокрема, у 1945 році — у 16-му пленумі секції захисту рослин у Тбілісі, у 1949 — на Всесоюзній нараді з питань полезахисних лісосмуг при ВІЗР ВАСГНІЛ, а у 1950 — у двох конференціях у Києві з питань екології та фауни УРСР. У цей період він працював над методами біологічного захисту рослин, зокрема залученням комахоїдних птахів і хижих комах, та планував видання двох монографій — «Сільськогосподарська орнітологія» і «Фауна турунів УРСР». Останню завершити не вдалося — збереглася лише анотація, підготовлена на основі музейних і особистих колекцій, що включали понад 5000 екземплярів жуків роду Carabus та Cicindela.
Активно займався громадською діяльністю: був членом правління Харківського будинку вчених, депутатом Харківської міськради трьох скликань, а також представником Харківського відділення Всеукраїнського товариства охорони природи. У 1947 році став співзасновником Українського ентомологічного товариства, що відіграло важливу роль у розвитку ентомології в Україні.
До останніх днів життя продовжував працювати у ХСГІ, викладаючи на факультетах захисту рослин та лісового господарства, а також працював над навчальним посібником «Значення птахів у сільському, лісовому та рибному господарствах СРСР». У післявоєнні роки опублікував вісім наукових праць, підготував п'ятьох аспірантів.
Помер 28 грудня 1955 року в Харкові.

## Наукова діяльність
Опублікував близько 340 праць з ентомології, орнітології, теріології, мисливствознавства, рибництва і охорони природи. Один із перших організаторів справи захисту рослин в УРСР і підготовки кадрів у цій галузі.
Його ім'ям був названий вид жуків лат. Hoplia averini Medvedev, з роду гоплій. Пізніше було встановлено, що це синонімична назва жуків лат. Hoplia paupera Krynicky.

## Природоохоронна діяльність
У 1920-х роках очолив природоохоронну справу на Харківщині та Україні загалом. Домігся створення державних Надморських заповідників, які станом на 1929 рік мали площу 25 тис. га. У 1930-х рр. ці території було позбавлено природоохоронного статусу, який поновили лише у роки незалежності України (їхня територія увійшла до п'яти національних природних парків та Чорноморського біосферного заповідника). Просував ідею створення мисливських заказників, яких станом на 1927 рік налічувалося в Україні 200 площею 163,5 тис. га.
Був редактором збірника «Матеріали охорони природи на Україні» (1928) та журналу «Вісті Державного степового заповідника „Чаплі“ ім. Х. Г. Раковського» (1927—1929).
Доклав значних зусиль для збереження заповідника «Асканія-Нова». У 1920 році влада вирішила розорати заповідник, хоча Наркомзем УРСР виступав за збереження степу. Як результат зусиль Аверіна, 20 січня 1921 року було затверджено тимчасове "Положення про перший український державний заповідник «Чаплі» («Асканія-Нова»). У 1928 р. на території «Асканії-Нова» захотіли створити зернову фабрику, і лише після втручання природоохоронців на чолі з Аверіним заповідник було врятовано.
З 25 квітня 1928 року обійняв посаду заступника голови Всеукраїнського комітету охорони природи при Народному комісаріаті праці УРСР і планував розширити заповідну мережу. Проте, після 1932 року охорона природи була оголошена «шкідливою», закрито низку заповідників і арештовано багатьох вчених екологів і біологів, а в 1934 році — закрито громадські організації, що опікувалися заповідниками. Почали з'являтися публікації зі звинуваченнями екологів, зокрема В. Г. Аверіна, у шкідництві та націоналізмі.
Після Другої світової війни Аверін був представником Харківського відділення Всеукраїнського товариства охорони природи, проте його остання публікація на природоохоронну тематику датується 1930 роком. Охороні природи він присвятив 19 праць, наполягав на забороні весняного полювання, необхідності створення нових і збереженні існуючих заповідних територій, охороні тварин тощо.

## Нагороди
Нагородж. орденами Леніна і Трудового Червоного Прапора та медаллю «За доблесну працю у Великій Вітчизняній війні 1941—1945 рр.».

## Наукові публікації
Автор понад 300 наукових та науково-популярних робіт.
- К орнитологии Харьковской губернии // Труды Общества испытателей природы при имп. Харьковском университете. 1910. Т. 43. С. 243—293;
- Животный мир // Природа и население Слободской Украины. — Харьков, 1918.
- Важнейшие вредители сельского хозяйства и меры борьбы с ними. Харьков: Союз, 1919. 142 с.;
- Рыбы Харьковской губернии. Х., 1923;
- Краткий обзор озера Лимабан Змиевского уезда Харьковской губернии // Природа и охота на Украине. 1924. № 1, 2;
- Мисливство: Порадник українського мисливця. Харків: Радянський селянин, 1927. 250 с.;
- Хищные жужелицы УССР и вопрос об использовании их для борьбы с вредителями // Зап. Харьков. с.-х. ин-та. Харьков, 1939. Т. 1. Вып. 4. С. 3–37;
- О мероприятиях по обогащению свекловичных полей полезной дикой птицей // Там само. Харьков; Ката-Курган, 1941. Т. 3, вып. 1/2.